# San Sebastián (Tierra del Fuego)
San Sebastián es un paraje de Argentina ubicado en la ribera sudoeste de la bahía de San Sebastián, sobre la Ruta Nacional 3 en el departamento Río Grande, provincia de Tierra del Fuego, Antártida e Islas del Atlántico Sur.
El paraje posee oficinas de la Dirección General de Aduanas y de la Gendarmería Nacional Argentina, y cuenta con una escuela y hostería con servicio de restaurante, perteneciente al Automóvil Club Argentino. En sus cercanías se halla el Paso San Sebastián. En las estancias aledañas se realizan actividades ganaderas.

## Toponimia

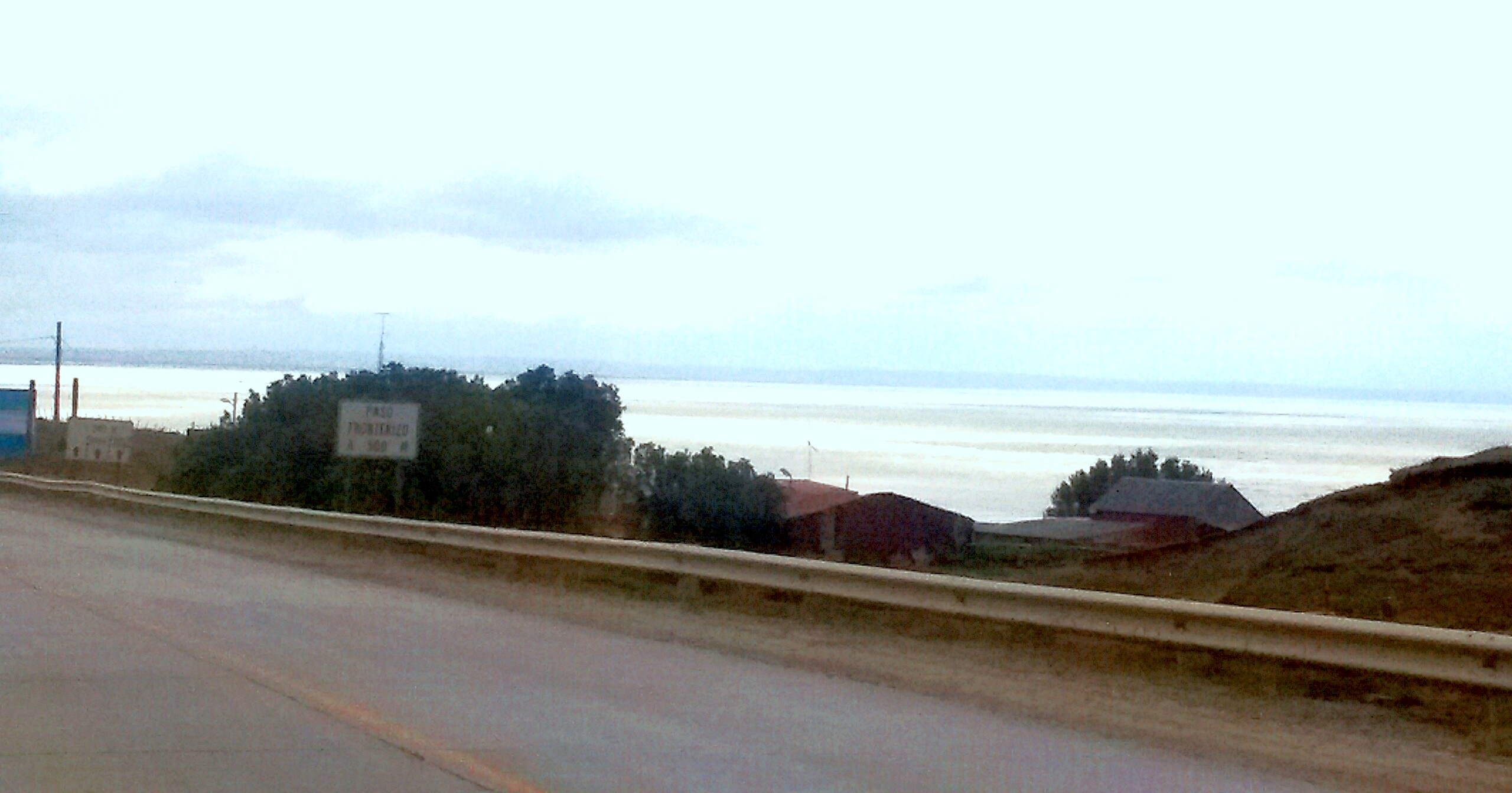
Casas de la localidad cercanas a la bahía

El nombre del paraje y de la bahía homónima fueron impuestos por la expedición de los hermanos Nodal que fondearon en ella en 1619, dándole el nombre del santo del día.

## Historia
La comisaría de San Sebastián fue creada el 20 de abril de 1888, la segunda existente en el entonces Territorio Nacional de Tierra del Fuego. 
El pueblo de San Sebastián fue creado por la ley territorial N.º 205, sancionada y promulgada el 29 de julio de 1983.

Artículo 1.º.- Créase en la ribera Sudoeste de la Bahía de San Sebastián, Departamento de Río Grande, sobre la Ruta Nacional N.º  3, un pueblo que se denominará “SAN SEBASTIAN” y que ocupará la Parcela Rural 07 del Departamento citado.
(...)
Artículo 4.º.- Hasta tanto se designe la Comisión de Fomento que prevé el artículo 66 del Decreto-Ley 2191/57, las funciones de la misma serán ejercidas por la Municipalidad de Río Grande, la que podrá designar un delegado - poblador de la zona - ad honorem.

Pese a que la ley de creación del pueblo prevé la creación de una comisión de fomento, no ha sido llevada a cabo, ni tampoco puesto bajo jurisdicción transitoria de la municipalidad de Río Grande.

## Ubicación geográfica
El paraje se encuentra sobre la continuación de la Ruta Nacional 3 en el sector insular, a poco más de 80 km de la ciudad de Río Grande cerca de la bahía de San Sebastián. En este lugar se encuentra el área más importante de una reserva costera de importancia internacional para la supervivencia de diversas aves costeras migratorias, llegando hacia el sur hasta el cabo San Pablo. Se ubica sobre un terreno regular bajo y descendente, que tiende a llanura, a 15 m s. n. m.; a su alrededor se emplazan lomas que no superan los 100 m s. n. m.

## Clima
Es de tipo oceánico, húmedo con influencia marítima polar. Las temperaturas extremas en verano son de 10. °C y 20. °C. Mientras que en invierno la mínima desciende a −14. °C o se mantiene de forma más o menos constante cerca de los −9. °C.

## Educación
El paraje cuenta con un establecimiento educativo público, la Escuela Provincial Nº 17 "Comisario Ramón Lucio Cortés", fundada el 14 de marzo de 1972. 

## Galería

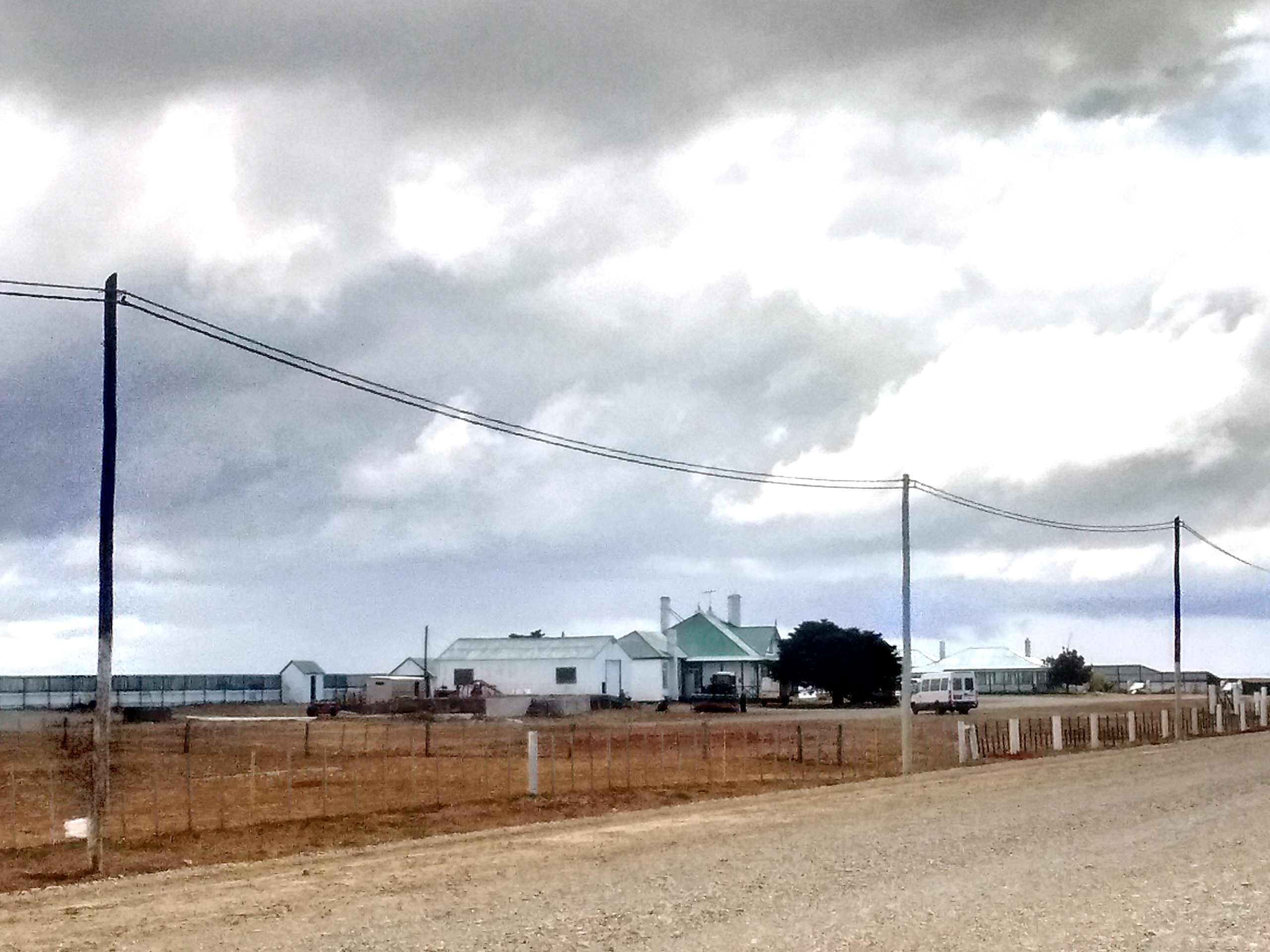
La estancia San Martín sobre la costa de la bahía San Sebastián
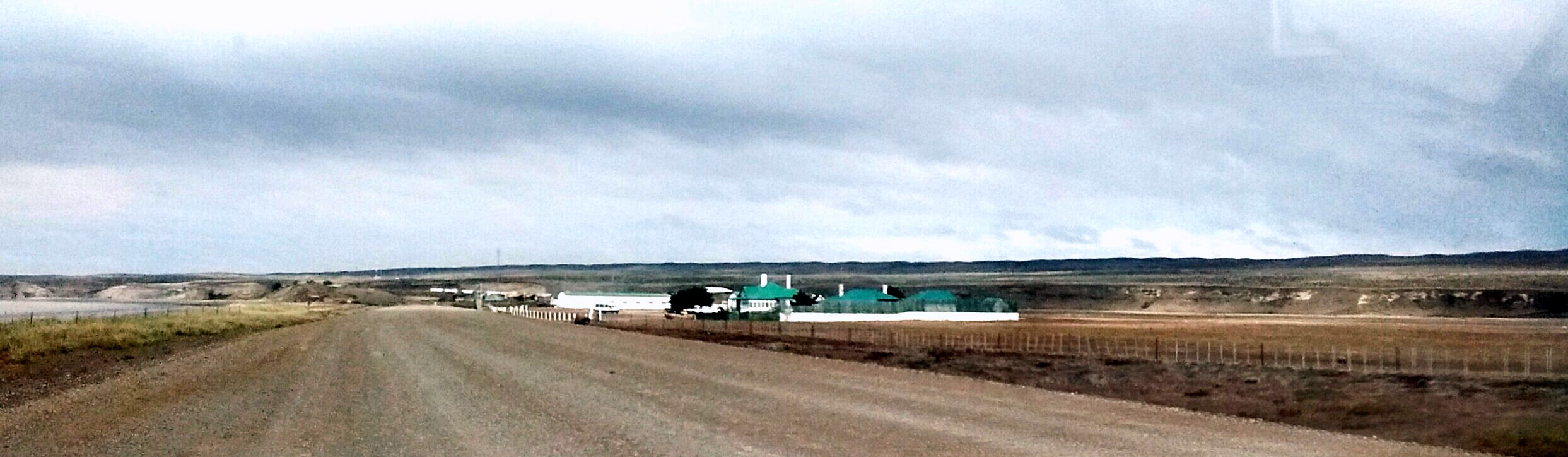
Ruta que surca la bahía San Sebastián
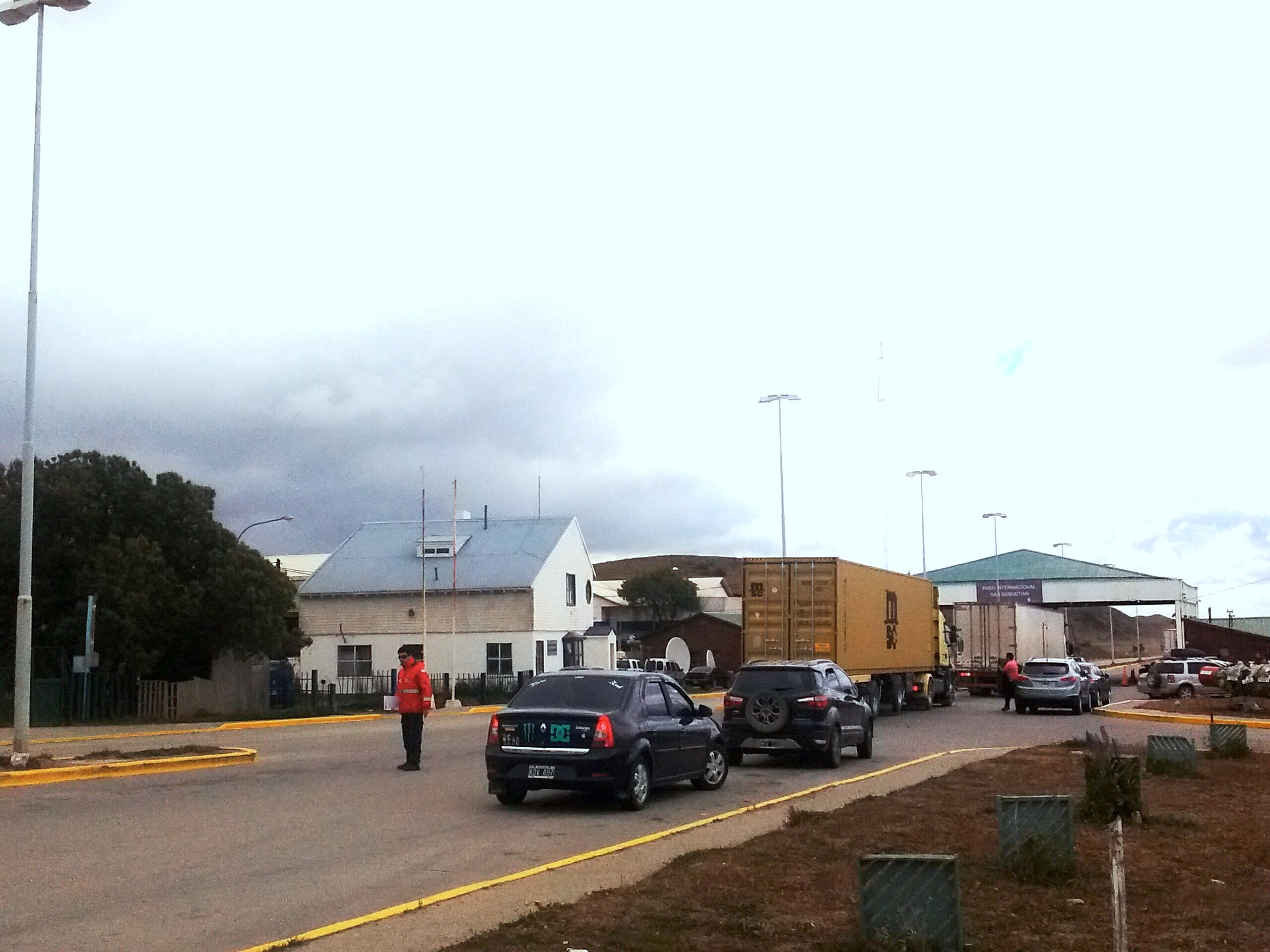
Fila de autos esperando a cruzar el paso San Sebastián
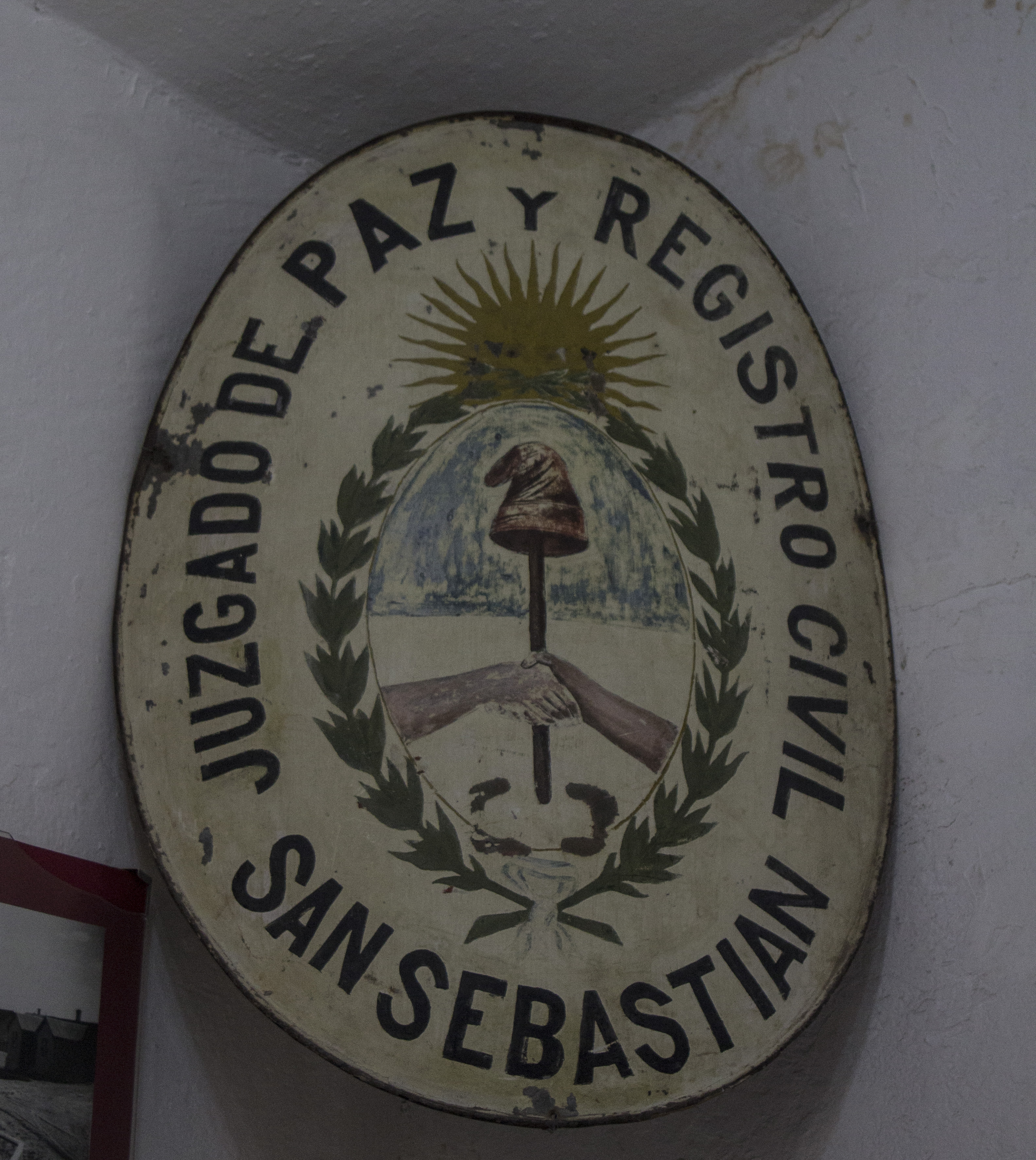
Cartel de juzgado de paz y registro civil de San Sebastián conservado en el Museo Marítimo y del Presidio de Ushuaia
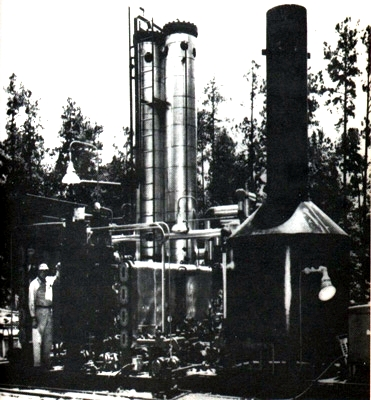
Destilería centauro sobre la bahía San Sebastián.